# جاهو
جاهو (به انگلیسی: Juhu) یک حومه شهر در هند است که در بمبئی واقع شده‌است.